# 귀 좀 빌립시다
《귀 좀 빌립시다》는 1985년 7월 21일에 MBC TV에서 방영되었던 베스트셀러극장이다.

## 줄거리
한 회사 영업사원인 명수(박은수)는 항상 일확천금의 기회만을 엿본다. 그래서 얼마 안 되는 수입을 각종 복권, 경마 등에 낭비한다. 그 때마다 그와 결혼을 약속한 윤애(김해숙)는 명수에게 진실한 생활을 하라고 타이른다. 어느 날 명수와 윤애는 결혼을 위해 셋방을 알아보려고 전철을 타는데...

## 출연
- 김해숙
- 박은수
- 김용림
- 김웅철
- 나성균
- 정태섭